# 전도항 (남해군)
전도항(錢島港)은 경상남도 남해군 삼동면 금송리에 있는 어항이다. 2002년 8월 6일 어촌정주어항으로 지정하여 관리하고 있다. 시설관리자는 남해군수이다.

## 어항 연혁
- 마을앞 섬과 육지사이에 염전을 조성하여 소금을 만든 곳이라 돈이 많다하여 전도(錢島)라 유래되었다.

## 어항 시설
- 선착장 L=142m, B=4.5m, 호안 L=663, B=10m

## 주요 어종
- 멸치, 노래미, 감성돔, 장어, 패류, 도다리, 개불 등